# Adel Theodor Khoury
Adel Theodor Khoury (arabisch عادل تيودور خوري, DMG ʿĀdil Tiyūdūr Ḫūriyy; * 26. März 1930 in Tebnine, Libanon; † 14. Juli 2023 in Bonn) war ein libanesischer melkitisch griechisch-katholischer Priester, Theologe, Islamwissenschaftler, Koranübersetzer und Hochschullehrer.

## Leben
Adel Khoury studierte bei der Priestergemeinschaft der melkitischen Paulisten im Libanon Philosophie und Theologie sowie Orientalistik an der Université Saint-Joseph in Beirut und Philosophie in Lyon. In Lyon habilitierte er sich 1966 bei Roger Arnaldez mit einer Arbeit (thèse d’Etat) über den byzantinischen Kaiser Manuel II. Palaiologos. Beachtung jenseits der Wissenschaft fand diese Publikation vor allem deshalb, weil Papst Benedikt XVI. aus ihr 2006 in einer Rede in Regensburg zitierte, die zu einer weltweiten, vor allem katholisch-islamischen Debatte führte.
Nach seiner Habilitation war Khoury unter anderem Alexander-von-Humboldt-Stipendiat an der Universität Münster. An dieser war er von 1970 bis zur Emeritierung 1993 als Professor und Leiter des Seminars für Allgemeine Religionswissenschaft der Katholisch-Theologischen Fakultät tätig. Khoury war Begründer und Leiter der Forschungsstelle für den christlich-islamischen Dialog in Harissa (Libanon).
Adel Theodor Khoury war Archimandrit ehrenhalber und ein jüngerer Bruder des libanesischen Religionsphilosophen Paul Khoury (1921–2021).
Adel Theodor Khoury starb im Juli 2023 im Alter von 93 Jahren in Bonn.

## Christentum und Islam
Als Theologe förderte Adel Theodor Khoury besonders die Verständigung zwischen Christentum und Islam. Er schrieb beachtliche Studien über den Islam und die Charakteristika dieser Religion. Eine der bedeutendsten deutschen Übersetzungen des Korans stammt von ihm. Der Übersetzer legte besonderen Wert darauf, in Zweifelsfällen der üblichen Auslegung des islamischen „Mainstream“ zu folgen. Dadurch findet der Leser in diesem Text nicht das Koranverständnis einer religiösen Minderheit, sondern das der großen Mehrheit der Muslime. Die Islamische Republik Iran hat seine Koranübersetzung 2009 als „Buch des Jahres“ in der Kategorie „Islamische Studien“ ausgezeichnet.

## Veröffentlichungen (Auswahl)
- 1966 Manuel II. Paléologue. Entretiens avec un Musulman, Introduction, texte critique, traduction et notes, Editions du Cerf, Paris
- 1978 Einführung in die Grundlagen des Islams, Verlag Styria, Graz/Wien/Köln, ISBN 3-222-11126-X
- 1983 Un modèle d'État islamique: l’Arabie Saoudite (= Tendances et courants de l’Islam arabe contemporain, Bd. 2). Chr. Kaiser, München / Grünewald, Mainz, ISBN 3-459-01524-1 und ISBN 3-7867-1060-0.
- 1980 Toleranz im Islam, Grünewald, München/Mainz, ISBN 3-459-01250-1 / 9783459012503 / 3-459-01250-1
- 1988 So sprach der Prophet, GTB Siebenstern 785, ISBN 3-579-00785-8
- 1988 Der Islam: sein Glaube, seine Lebensordnung, sein Anspruch, Herder, Freiburg im Breisgau/Basel/Wien, ISBN 3-451-04167-7
- 1991 Hrsg. mit Ludwig Hagemann und Peter Heine: Lexikon des Islam: Geschichte, Ideen, Gestalten, 3 Bde., Herder, Freiburg, ISBN 3-451-04036-0, überarbeitete Neuaufl. 1999, ISBN 3-451-04753-5, CD-ROM 2004, ISBN 3-89853-447-2
- 1991 Was sagt der Koran zum Heiligen Krieg, Gütersloher Verlagshaus, Gütersloh, ISBN 3-579-00789-0, 2. überarbeitete und erweiterte Auflage 2007, ISBN 3-579-06485-1
- 1993 Hrsg.: Das Ethos der Weltreligionen, Herder, Freiburg im Breisgau/Basel/Wien, ISBN 3-451-04166-9
- 1994 Christen unterm Halbmond: religiöse Minderheiten unter der Herrschaft des Islam, Herder, Freiburg im Breisgau/Basel/Wien, ISBN 3-451-22851-3
- 1995–2001 Hrsg.: Kleine Bibliothek der Religionen, 10 Bde., Herder, Freiburg im Breisgau/Basel/Wien
- 1997, zusammen mit Ludwig Hagemann: Dürfen Muslime auf Dauer in einem nicht-islamischen Land leben? Zu einer Dimension der Integration muslimischer Mitbürger in eine nicht-islamische Gesellschaftsordnung; Würzburg: Echter Verlag, ISBN 3-429-01901-X; Oros Verlag, Altenberge, ISBN 3-89375-144-0
- 2000, zusammen mit Peter Heine und Janbernd Oebbecke: Handbuch Recht und Kultur des Islams in der deutschen Gesellschaft: Probleme im Alltag – Hintergründe – Antworten, Gütersloher Verlags-Haus, Gütersloh, ISBN 3-579-02663-1
- 2001 Der Islam und die westliche Welt: religiöse und politische Grundfragen, WBG bzw. Primus, Darmstadt, ISBN 3-89678-437-4
- 2001 Einleitung in: Günter Kettermann: Atlas zur Geschichte des Islam, Wissenschaftliche Buchgesellschaft, Darmstadt
- 2002 Mit Muslimen in Frieden leben: Friedenspotentiale des Islam, Echter, Würzburg, ISBN 3-429-02455-2
- 2003 Hrsg.: Krieg und Gewalt in den Weltreligionen: Fakten und Hintergründe, Herder, Freiburg im Breisgau/Basel/Wien, ISBN 3-451-28245-3
- 2004 Übersetzung und Kommentar: Der Koran: arabisch-deutsch, Kaiser/Gütersloher Verl.-Haus, Gütersloh, ISBN 3-579-05408-2
- 2005 Der Koran: erschlossen und kommentiert von Adel Theodor Khoury, Patmos, Düsseldorf, ISBN 3-491-72485-6 (Rezension bei H-Soz-u-Kult)
- 2005 Hrsg.: Die Weltreligionen und die Ethik, Herder, Freiburg im Breisgau/Basel/Wien, ISBN 3-451-05648-8
- 2005 Sufanieh: eine Botschaft für die Christen in der Welt, Oros, Altenberge, ISBN 3-89375-212-9
- 2008ff. Der Hadith. Urkunde der islamischen Tradition. Ausgew. und übers. von Adel Theador Khoury. Gütersloh, ISBN 3-579-08066-0 / ISBN 978-3-579-08066-6